# Adunații Teiului, Mehedinți
Adunații Teiului este un sat în comuna Tâmna din județul Mehedinți, Oltenia, România.